# Eugène Joors

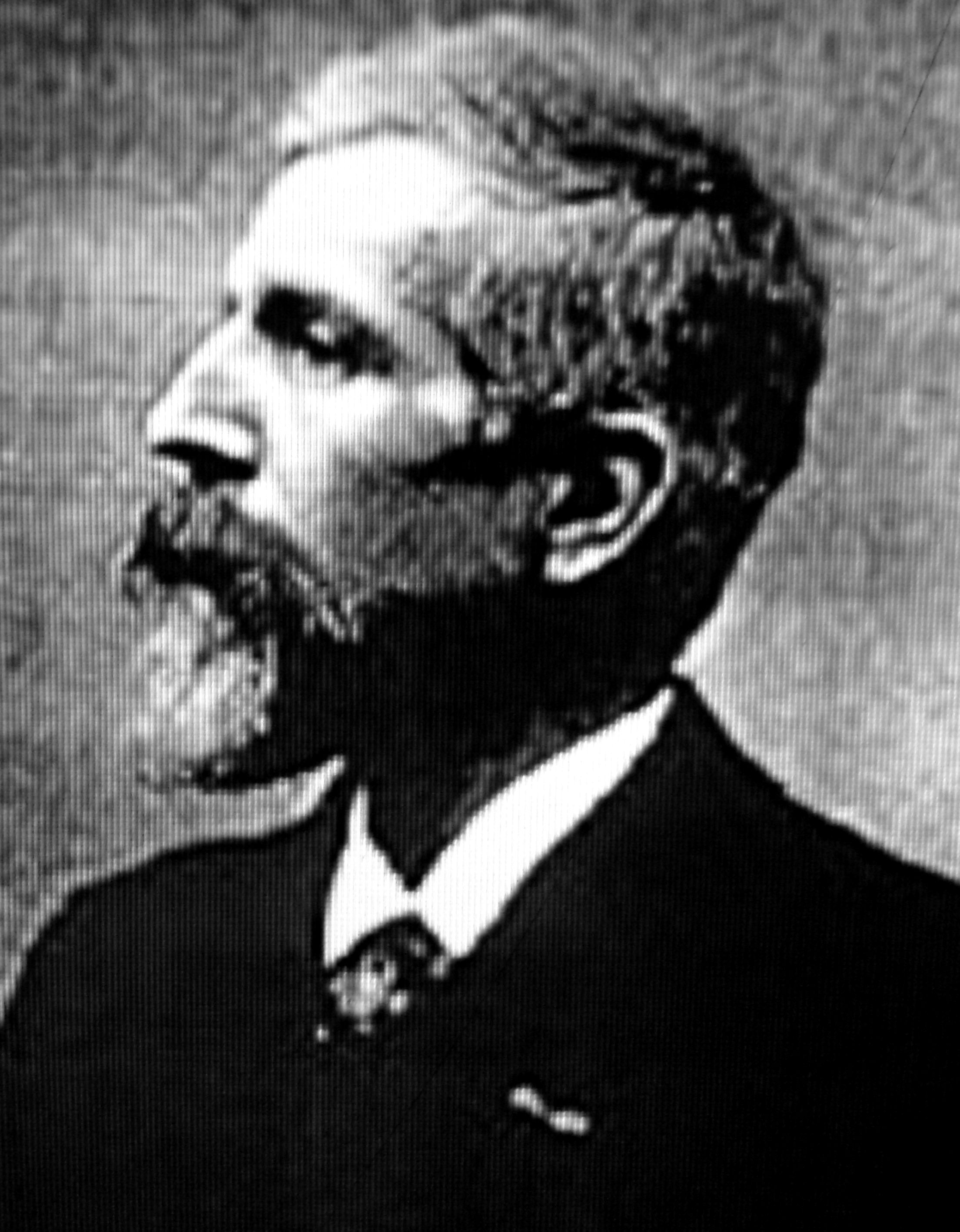
Eugène Joors

Eugène Joors, auch Eugeen Joors (* 20. Februar 1850 in Borgerhout, Antwerpen; † 23. Oktober 1910 in Berchem, Antwerpen), war ein akademischer belgischer Stilllebenmaler.

## Leben
Eugène Joors war zunächst zwei Jahre in der Lehre bei einem Graveur namens Michiels. Von 1865 bis 1870 studierte er an der Koninklijke Academie voor Schone Kunsten Antwerpen unter Polydore Beaufaux (1829–1905) in der Zeichenklasse und dann unter Nicaise de Keyser und Joseph van Lerius. Ab 1879 präsentierte er seine Werke regelmäßig auf dem Antwerpener Salon und ab den 1890er Jahren auch auf der Großen Berliner Kunstausstellung sowie im Münchner Glaspalast. 1886 wurde er Professor an der Antwerpener Akademie für das Fach Stilllebenmalerei, das er gemeinsam mit Frans Mortelmans führte. Joors gewann 1889 eine Goldmedaille in München und eine zweite Medaille 1894 in Antwerpen. Er war beteiligt an Charles Verlats Monumental-Panorama der Schlacht von Waterloo. Im Jahr 1910 nahm er an der Weltausstellung in Brüssel teil.
Eugène Joors wurde bekannt sowohl durch seine realistischen, sorgfältig arrangierten Prunkstillleben und die Blumenstillleben mit natürlicher Blütenvielfalt als auch durch eine Vielzahl von Tierbildern, Landschaften, Porträts und Genre-Szenen. Er wurde zum Ritter des Leopoldsorden ernannt und im Antwerpener Stadtteil Borgerhout wurde eine Straße nach dem Künstler benannt. Zu seinen Schülerinnen gehörten die Hamburger Stillleben-Malerinnen Helene und Molly Cramer und Helen Iversen.

## Werke (Auswahl)

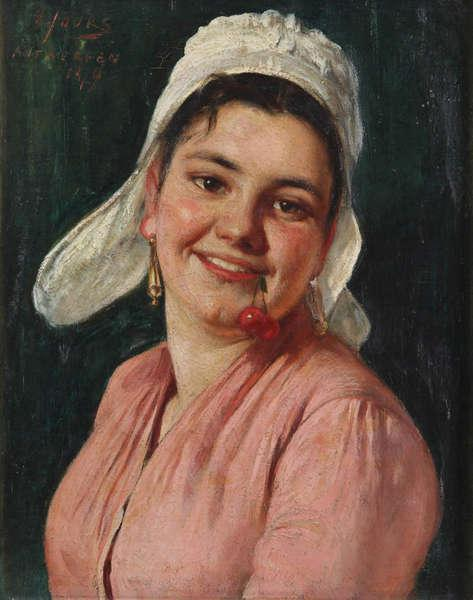
Mädchen mit Kirschen (1879)
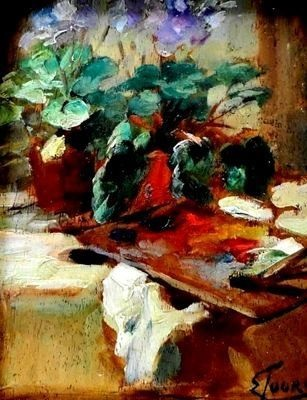
Stillleben mit Palette (1890)
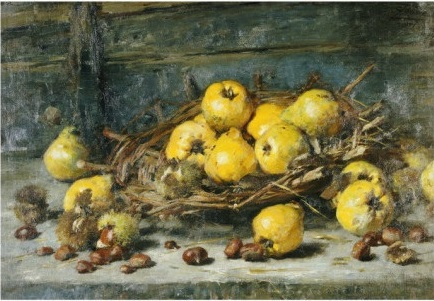
Stillleben mit Birnen und Kastanien (1885)
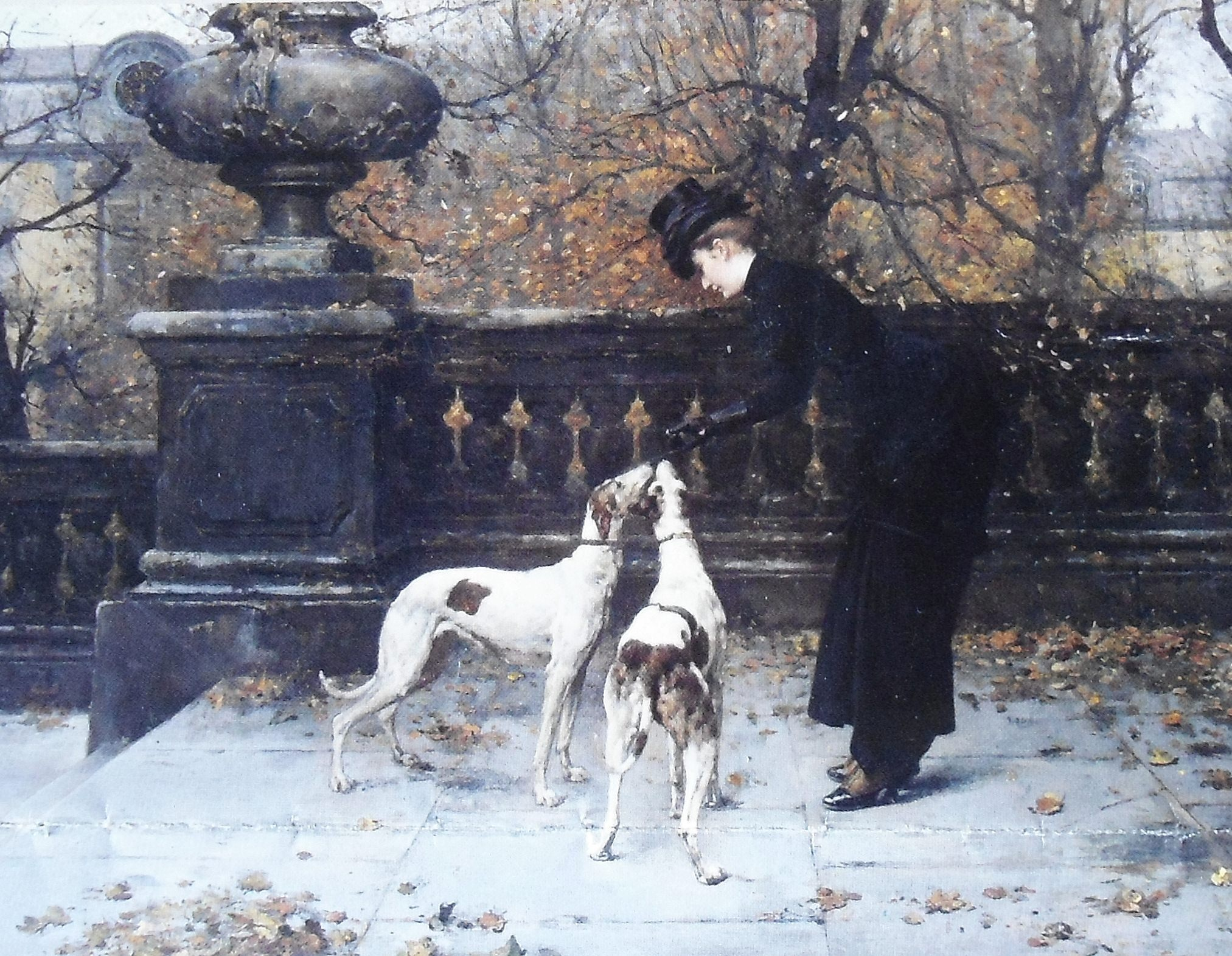
Die Belohnung (1886)
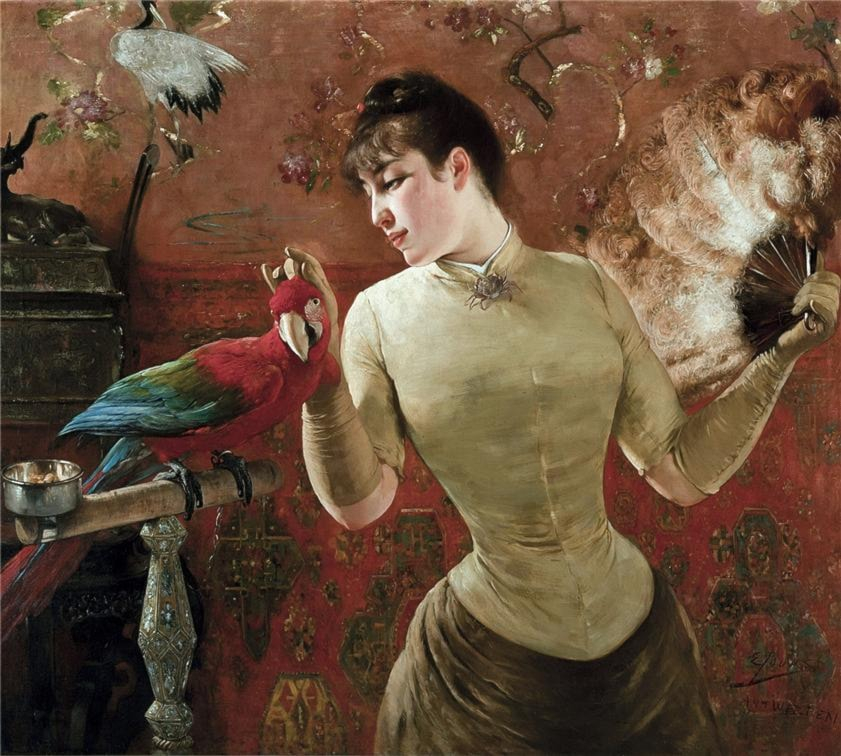
Dame mit Papagei (ca. 1890)